# Harvard Ukrainian Research Institute

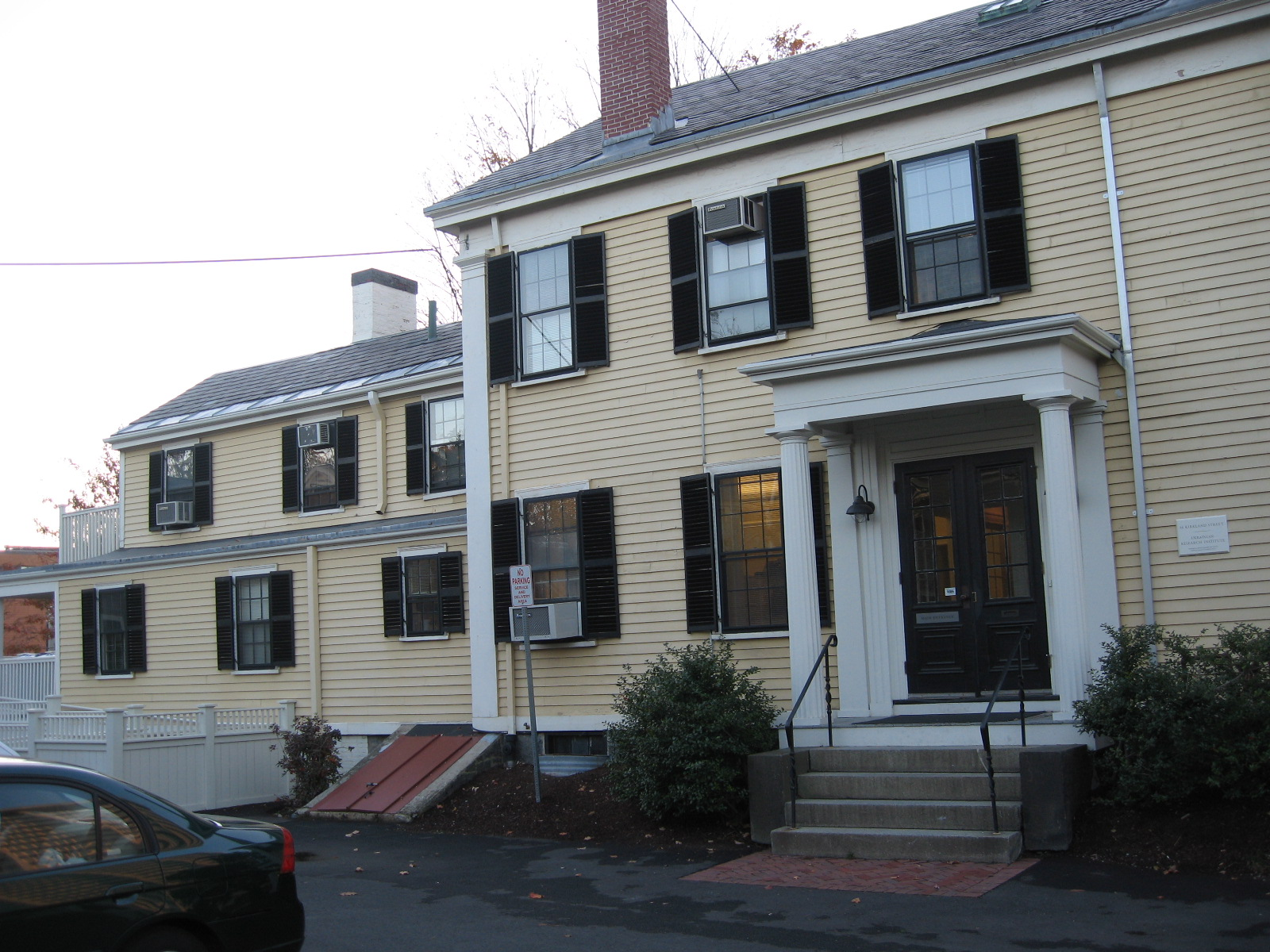
Harvard Ukrainian Research Institute (2007)

Das Harvard Ukrainian Research Institute (HURI) ist ein 1973 an der Harvard University gegründetes Forschungsinstitut, dessen Forscher sich der Geschichte, Kultur, Sprache und Politik der Ukraine widmen.

## Geschichte
Nach den Anfängen am 22. Dezember 1968, als ein erster Lehrstuhl für Ukrainistik in Cambridge (Massachusetts) an der Harvard University startete, wurde das Harvard Ukrainian Research Institute 1973 von dem Historiker Omeljan Pritsak gegründet, der auch sein erster Direktor war. Das Institut wurde mit drei Professuren ausgestattet. Ab 1977 erschien zunächst vierteljährlich die Zeitschrift Harvard Ukrainian Studies (HUS). Außer der Zeitschrift erschienen im Verlag des Instituts auch Nachdrucke historischer ukrainischer Erstdrucke und es werden Dissertationen und weitere Monographien veröffentlicht.
Das Institut unterhält eine bedeutende Ukraine-Bibliothek, die über die der New Yorker Shevchenko Scientific Society hinausgeht.
Erster Absolvent des Instituts mit einer Dissertation war Orest Subtelny.
Seit 1971 finden im Rahmen des Instituts Sommerkurse für ukrainische Sprache und Kultur, das Harvard Ukrainian Summer Institute, statt.
Heutiger Direktor des Instituts ist der in der Ostukraine aufgewachsene Historiker Serhii Plokhy. Sein großes Projekt, die Geschichte der Ukraine des ukrainischen Historikers Mychajlo Hruschewskyj in englischer Übersetzung, erscheint beim Canadian Institute of Ukrainian Studies (CIUS).
Ein ähnliches Institut besteht seit 1976 im kanadischen Edmonton an der University of Alberta, das Canadian Institute of Ukrainian Studies (CIUS), bei dem 1984–1993 die wichtige, von Wolodymyr Kubijowytsch (Volodymyr Kubijovyč) herausgegebene Encyclopedia of Ukraine erschien.